# СУ-122-54
СУ-122 (Объект 600) — советская самоходная артиллерийская установка (САУ) 1950-х годов. В литературе часто обозначается как СУ-122-54, чтобы отличить её от САУ периода Великой Отечественной войны с тем же названием. Создана на базе среднего танка Т-54 в 1948—1951 годах. Предназначалась прежде всего на роль штурмового орудия, однако порой в литературе классифицируется как истребитель танков. Было запланировано крупномасштабное производство СУ-122, но с 1957 года её выпуск был прекращён, в связи с переориентацией военной промышленности на создание ракетного оружия. Точное количество выпущенных СУ-122 неизвестно, но судя по количеству выпущенных для них орудий Д-49, всего в 1955—1957 годах было произведено 77 САУ этого типа. СУ-122 использовались Советской Армией вплоть до второй половины 1960-х годов, когда они были сняты с вооружения и частью переоборудованы в тягачи и машины технической помощи.

## История создания
В 1944 году были разработаны средние 122-мм САУ СУ-122П на шасси Т-34 (изготовлена в металле) и СУ-122-44 на шасси Т-44, но в серию они запущены не были. В 1947 году был прекращён выпуск самоходных артиллерийских установок СУ-100.
22 июня 1948 года постановлением Совета министров СССР КБ Омского завода №174 была поручена разработка проекта САУ со 122-мм пушкой Д-25 на базе среднего танка Т-54. Руководителем работ был Бушнев И. С.
По графику проект машины должен был быть готов в июле 1948 года, однако на рассмотрение в Министерство транспортного машиностроения проект САУ и её макет в натуральную величину были предоставлены только в декабре. Задержка возникла из-за несвоевременного получения чертежей пушки от Завода №9. В июле 1949 года, после устранения замечаний, проект с макетом были повторно направлены на рассмотрение специальной комиссии. В августе 1949 года проект был утверждён, после чего КБ Завода №175 приступило к выпуску документации САУ для изготовления опытного образца, однако работы были приостановлены из-за изменений конструкции танка Т-54.
По указанию Совета министров СССР работы по СУ-122-54 были переданы на завод №183 в Нижнем Тагиле. 15 октября 1949 года постановлением Совета Министров СССР №4742-1832с было утверждено тактико-техническое задание на «Объект 600». В конструкторском бюро Завода № 183 было принято решение об изменении общей компоновки машины, что затянуло сроки выполнения проекта. Однако в мае 1950 года работа была возвращена в ОКБ-174. В декабре 1950 года был изготовлен первый опытный образец, который до конца года прошёл заводские испытания. В июне-июле 1951 года прошли предварительные испытания машины, а в начале августа СУ-122-54 была направлена на государственные испытания. В ходе испытаний были выявлены недостатки в работе пулемётов КПВТ, дозатора продувки канала ствола, повышенные усилия на маховиках наведения, а также недостаточная кучность стрельбы. Однако государственные испытания машины были зачтены и Завод №174 приступил к этапу отработки конструкторской документации и организации серийного производства машины, все работы были завершены до 1 января 1952 года.
В первом квартале 1952 года был изготовлен второй опытный образец, который в июне-июле того же года прошёл приёмо-сдаточные испытания. По результатам испытаний в конструкцию самоходной установки были внесены необходимые изменения. Однако серийное производство было остановлено из-за отсутствия пушек Д-49.

## Серийное производство
15 марта 1954 года постановлением СМ СССР №438-194 СУ-122-54 была принята на вооружение Советской Армии, но в серийное производство поступила только в 1955 году. Серийное производство велось небольшими партиями. Общее количество выпущенных машин составило 77 единиц. Во время ремонта после 1958 года на СУ-122-54 устанавливались радиостанции Р-113, а часть самоходок была переоборудована в тягачи.
На сегодняшний день сохранились 3 САУ:
- одна находится в Бронетанковом музее в Кубинке;
- вторая в Краснодаре: Парк Победы;
- третья в городе Верхняя Пышма: музей военной техники.

## Описание конструкции
Основная компоновка совпадает с компоновкой штурмовых орудий периода Великой Отечественной войны.

### Броневой корпус и башня
Корпус полностью закрыт и сварен из броневых катаных плит. Боевое отделение было совмещено с отделением управления. В передней части корпуса находилась боевая рубка, в которой размещалась пушка.
Впервые в практике советского танкостроения на машине был размещён оптический дальномер, он был установлен во вращающейся башенке, расположенной справа на крыше рубки.

### Вооружение
Основным вооружением являлась пушка Д-49 (52-ПС-471Д) — модернизированная версия Д-25 с впервые в СССР введённым эжектором и цепным электромеханическим досылателем, разработка которого началась ещё в конце войны. Дополнительным вооружением являлись два пулемёта КПВТ. Один с пневматической системой перезарядки спарен с пушкой, другой — зенитный. Боекомплект составлял 600 патронов.

## Машины на базе
- АПБНП — советская машина управления огнём артиллерии;
- БМР-1 — советская бронированная машина разминирования;
- БТС-600 — советский опытный бронированный тягач;
- МТП-3 — советская машина технической помощи.
- ТОП (Тягач Обеспечения Парадов).